# 日隆 (日蓮正宗)
日隆（にちりゅう、1874年8月10日 - 1947年3月24日）は、大石寺第61世法主。水谷姓。石柳阿闍梨。一道院。道号は秀道。
62世日恭に法を付属し隠居したが、1945年日恭が火災で遷化したため、再度、登座し、63世日満に法を付嘱した。
64世日昇は日隆の義弟。

## 略歴
- 1874年（明治7年）8月、誕生。
- 1928年（昭和3年） - 1935年（昭和10年）、常泉寺（東京都墨田区向島）住職を勤める。水谷秀道。
- 1930年（昭和5年）、背任罪で起訴と報道された。しかし、その後、有罪であるとか不起訴になったという資料は見つからない。
- 1935年（昭和10年）、60世日開より法の付嘱を受け、大石寺第61世日隆として登座。
- 1937年（昭和12年）、62世日恭に法を付嘱し隠居。
- 1945年（昭和20年）、客殿焼失。62世日恭の遷化を受け、再度登座する。
- 1945年（昭和20年）、戒壇の大御本尊の化粧直しを実施。
- 1946年（昭和21年）、63世日満に法を付嘱して隠居。
- 1947年（昭和22年）3月24日、72歳で遷化(死去)した。

| 先代 日開 | 大石寺住職一覧 第61世：1935-1937 再登座：1945-1946 | 次代 日恭 |